# Azad University Cross Team/Saison 2012
Dieser Artikel listet Erfolge und Fahrer des Radsportteams Azad University Cross Team in der Saison 2012 auf.
Die UCI gab am 26. Januar 2012 bekannt, dass das Team als eines von drei asiatischen Continental Teams aufgrund seiner Platzierung in einem fiktionalen Ranking zu Saisonbeginn Startrecht zu allen Rennen der ersten und zweiten UCI-Kategorie der UCI Asia Tour 2012 hat.

## Erfolge in der UCI Asia Tour
In der Saison 2012 gelangen dem Team nachstehende Erfolge in der UCI Asia Tour.
| Datum       | Rennen                                           | Kat. | Fahrer         |
| ----------- | ------------------------------------------------ | ---- | -------------- |
| 15. März    | 6. Etappe Tour de Taiwan                         | 2.1  | Víctor Niño    |
| 6. Juni     | 3. Etappe Tour de Singkarak                      | 2.2  | Óscar Pujol    |
| 4.–10. Juni | Gesamtwertung Tour de Singkarak                  | 2.2  | Óscar Pujol    |
| 26. Juni    | Iranische Meisterschaft – Einzelzeitfahren       | CN   | Alireza Haghi  |
| 26. Juni    | Iranische Meisterschaft – Einzelzeitfahren (U23) | CN   | Arvin Moazzemi |
| 27. Juni    | Iranische Meisterschaft – Straßenrennen (U23)    | CN   | Arvin Moazzemi |

## Platzierungen in UCI-Ranglisten
| UCI Continental Circuit | Platz |
| ----------------------- | ----- |
| UCI America Tour 2012   | 24    |
| UCI Asia Tour 2012      | 11    |

## Zugänge – Abgänge
| Zugänge           | Team 2011                 | Abgänge               | Team 2012                |
| ----------------- | ------------------------- | --------------------- | ------------------------ |
| Óscar Pujol       | Omega Pharma-Lotto        | Amir Zargari          | AG2R La Mondiale         |
| Félix Vidal Celis | LeTua Cycling Team        | Ruslan Hryschtschenko | China Jilun Cycling Team |
| Yong Li Ng        | LeTua Cycling Team        | Rahim Ememi           | Unbekannt                |
| Miguel Niño       | LeTua Cycling Team        | Mehdi Heydari         | Unbekannt                |
| Fredy González    | Movistar Continental Team | Omid Jahanbakhash     | Unbekannt                |
| Vahid Ghaffari    | Suren Cycling Team        | Behnam Maleki         | Unbekannt                |
| Arvin Moazzemi    | Tabriz Petrochemical Team | Amir Hossin Mayeh     | Unbekannt                |
| Víctor Niño       | Colombia Indeportes       | Mirsamad Pourseyedi   | Unbekannt                |
| Alireza Ahmadi    | Neoprofi                  |                       |                          |
| Ali Heydari       | Neoprofi                  |                       |                          |
| Olamaei Mahdi     | Neoprofi                  |                       |                          |
| Mohsen Zargari    | Neoprofi                  |                       |                          |

## Mannschaft
| Name               | Geburtstag        | Nationalität |
| ------------------ | ----------------- | ------------ |
| Alireza Ahmadi     | 16. November 1993 | Iran         |
| Félix Vidal Celis  | 21. August 1982   | Spanien      |
| Vahid Ghaffari     | 7. Oktober 1988   | Iran         |
| Fredy González     | 18. Juni 1975     | Kolumbien    |
| Alireza Haghi      | 8. Februar 1979   | Iran         |
| Ali Heydari        | 1. Mai 1993       | Iran         |
| Olamaei Mahdi      | 9. Februar 1988   | Iran         |
| Arvin Moazzemi     | 26. März 1990     | Iran         |
| Yong Li Ng         | 6. Oktober 1985   | Malaysia     |
| Miguel Niño        | 25. Januar 1971   | Kolumbien    |
| Víctor Niño        | 6. April 1973     | Kolumbien    |
| Óscar Pujol        | 16. Oktober 1983  | Spanien      |
| Abbas Saeidi Tanha | 5. Januar 1981    | Iran         |
| Farshad Salehian   | 9. Mai 1987       | Iran         |
| Mohsen Zargari     | 25. Juli 1993     | Iran         |